# Семёнов, Димитрий Евтихьевич
Димитрий Евтихьевич Семенов (30 октября 1873, с. Бешпагир, Ставропольский уезд, Ставропольская губерния, Российская империя — 27 июня 1918, с. Бешпагир, Ставропольский уезд, Ставропольской губернии, РСФСР) — святой Русской Православной Церкви, священномученик.
Память совершается 27 июня в день мученической кончины и 9 февраля в день Собора новомучеников и исповедников Российских (переходящий)

## Биография
Дмитрий Евтихьевич Семёнов родился 30 октября 1873 года в селе Бешпагир. Отец священник Евтихий Емельянович Семёнов (1843-1914), клирик Ставропольской епархии, мать — Варвара Александровна (1852-1918).
Окончил 3 класса Ставропольской духовной семинарии.
С 1 октября 1894 года по 1 августа 1896 года состоял учителем в Ставропольской дирекции народных училищ. С 5 августа 1896 года был принят на службу в духовное ведомство и определен на диаконо-учительское место к церкви Рождества Пресвятой Богородицы села Винодельного Новогригорьевского уезда Ставропольской губернии, после чего рукоположен в сан диакона. С июля 1897 года по март 1909 года был клириком Спасо-Преображенской церкви села Новоселицкого Александровского уезда Ставропольской губернии.
В период активного переселения в Сибирь в ходе столыпинской аграрной реформы он, в числе первых в Ставропольской епархии, ходатайствовал о переводе в Томскую епархию. Святейший Синод, рекомендуя епархиальным преосвященным европейской части России «располагать благонадежных священнослужителей» к поступлению на службу в Сибири, особо указывал «на высоту ожидающего их апостольского подвига».
Диакон Димитрий Семенов рукоположен в сан священника 31 мая 1909 года, и более четырех лет своего пастырского служения посвятил заботам о благоустройстве прихода Михаило-Архангельской церкви села Таскаевского Каинского уезда Томской епархии. 
Для лечения престарелого отца был вынужден вернуться в Ставропольскую губернию. С 24 сентября 1913 года служил в Крестовоздвиженском храме села Бешпагир.
Во время гражданской войны священномученик Димитрий в своих проповедях предупреждал что "разбой— это преступление".
14/27 июня 1918 года, красноармейцы вступили в Бешпагир, они пришли в дом священника и потребовали их накормить. Насытившись, сообщили, что теперь он «будет цел», и ушли. Однако в тот же день отец Димитрий был арестован дважды. Через полчаса за ним прислали конвой и повели в волостное правление, где расположился штаб революционного отряда. Здесь «всячески над ним глумились». Супруга, ждавшая в то время ребенка, просила его освободить, и священника отпустили, но через некоторое время опять арестовали. Священномученика обвинили в том, что он оказал гостеприимство отряду полковника Шкуро при прохождении его через Бешпагир. Отца Димитрия долго пытали и насмехались над ним, а потом сказали: «Ну, теперь готовься». Его вывели за село, недалеко от святого источника (ныне улица Городковая села Бешпагир). Священник попросил разрешить ему помолиться перед смертью. Едва молитва была окончена, палачи набросились на него и шашками изрубили ему голову. Бездыханное тело сбросили под кручу, недалеко от места казни. «Теперь не будет призывать опомниться», – такие слова красноармейцев приводили очевидцы. Отец Димитрий был казнен за селом в ночь с 14/27 на 15/28 июня 1918 года вместе с несколькими бешпагирцами и до двадцати человек жителей соседних сел. На следующее утро брошенное тело священника было найдено за селом, хоронить его запретили. 
Когда красные ушли из Бешпагира, жители села похоронили своего пастыря в ограде Крестовоздвиженской церкви: «Почти все село вышло проводить прах мученика, и многие оплакивали его безвременную кончину». После закрытия Крестовоздвиженской церкви села Бешпагир в 1936 году и полного разрушения ее здания в 1943 году могила отца Димитрия была утрачена.

## Почитание и канонизация
В 2019 году имя убиенного иерея Димитрия Семенова было внесено в Синодик архипастырей, пастырей, монашествующих и мирян Ставропольской митрополии, в годину гонений за веру Христову пострадавших, и возносилось на уставных панихидах в приходах Ставропольского края в день Собора новомучеников и исповедников Церкви Русской.
25 августа 2022 года Священный Синод Русской Православной Церкви включил имя священномученика Димитрия Семенова в поименный список Собора новомучеников и исповедников Церкви Русской, благословил совершать его память в день мученической кончины, служить ему молебны и писать иконы